# Le Triomphe de Maciste
Pour plus de détails, voir Fiche technique et Distribution.
Le Triomphe de Maciste (Il trionfo di Maciste) est un film italien réalisé par Amerigo Anton (pseudonyme de Tanio Boccia), sorti en 1961. 

## Synopsis
Une aventurière, Ténéfi, a réussi à faire assassiner le vieux roi de Memphis et à évincer du trône le jeune prince Iram. Elle règne désormais sur toute l'Égypte. Ayant atteint sa majorité, Iram décide de chasser l’usurpatrice et fait appel à Maciste.

## Fiche technique
- Titre français : Le Triomphe de Maciste
- Titre original : Il trionfo di Maciste
- Réalisation : Amerigo Anton (Tanio Boccia)
- Scénario : Arpad De Riso et Nino Scolaro
- Adaptation française : Jacques Michau
- Dialogues français : Lucette Gaudiot
- Ingénieur du son : Maurice Laroche
- Directeur de la production : Roberto Capitani
- Directeur de la photographie : Oberdan Troiani
- Montage : Gino Talamo
- Musique : Carlo Innocenzi
- Costumes : Walter Patriarca
- Assistant réalisateur : Mario Moroni
- Distribution en France : Cosmopolis Films et Les Films Marbeuf
- Genre : péplum
- Pays :  Italie
- Durée : 85 minutes
- Date de sortie :
  -  Italie : 2 octobre 1961
  -  France : 31 janvier 1962

## Distribution
- Kirk Morris (VF : Michel Cogoni) : Maciste
- Cathia Caro (VF : Sophie Leclair) : Antea
- Ljuba Bodine (VF : Claire Guibert) : la reine Tenefi
- Cesare Fantoni (VF : Jean-Henri Chambois) : Agadon
- Aldo Bufi Landi (VF : Georges Atlas) : Themail
- Giulio Donnini : Omnes, le marchand
- Attilio Dottesio (VF : Pierre Gay) : Arsinoé
- Piero Leri (VF : Marcel Bozzuffi) : le prince Iram
- Calisto Calisti : le père de Tabor
- Carla Calo : la magicienne Yalis
- Bruno Tocci : Santos
- Alfredo Salvadori : Tabor
- Lucy Randi
- Laco Salvatore
- Romano Ghini
- Cesare Lancia
- Wilbert Bradley : le danseur